# Lijst van burgemeesters van Westerbork
Dit is een lijst van burgemeesters van de voormalige Nederlandse gemeente Westerbork in de provincie Drenthe. Op 1 januari 1998 werden de gemeenten Beilen, Smilde en Westerbork samengevoegd tot de nieuwe gemeente Midden-Drenthe.
| Ambtsperiode | Naam burgemeester                            | Partij of stroming | Bijzonderheden                                                                             |
| ------------ | -------------------------------------------- | ------------------ | ------------------------------------------------------------------------------------------ |
| 1812 - 1840  | Hendrik Nijsingh                             |                    |                                                                                            |
| 1840 - 1843  | Jan Tymen Kymmell                            |                    |                                                                                            |
| 1844 - 1844  | Maximiliaan van Koetsveld van Ankeren        |                    |                                                                                            |
| 1846 - 1850  | mr. Johannes Petrus Willinge                 |                    |                                                                                            |
| 1850 - 1855  | Sjuck Johannes Oosting                       |                    |                                                                                            |
| 1856 - 1861  | mr. Godert Willem baron de Vos van Steenwijk |                    |                                                                                            |
| 1861 - 1864  | jhr. Wiardus Rengers Hora Siccama            |                    |                                                                                            |
| 1864 - 1868  | jhr. Jan Arent Godert van der Wijck          |                    |                                                                                            |
| 1868 - 1870  | Johannes Beckeringh van Loenen               |                    |                                                                                            |
| 1870 - 1875  | jhr. Hendrik van der Wijck                   |                    |                                                                                            |
|              | Christiaan Hendrik Adolf Arend Engel         |                    |                                                                                            |
| 1875 - 1877  | Lucas Engelenburg ?                          |                    |                                                                                            |
| 1877 - 1886  | Jan Braams                                   |                    |                                                                                            |
| 1886 - 1898  | Johan Hendrik van der Breggen                |                    |                                                                                            |
| 1898 - 1906  | Lucas Nijsingh Kymmell                       |                    |                                                                                            |
| 1907 - 1913  | Jan Franco Sylvius                           |                    |                                                                                            |
| 1913 - 1919  | Willem Frederik Smid                         |                    |                                                                                            |
| 1919 - 1925  | Jan Klazes Doornbos                          |                    |                                                                                            |
| 1926 - 1937  | Albert Zilvold                               |                    |                                                                                            |
| 1937 - 1941  | Egbert Derks                                 |                    |                                                                                            |
| 1941 - 1944  | Jan Hendrik Adriaan Gualthérie van Weezel    |                    | Verongelukt op 18 februari 1944                                                            |
| 1944 - 1945  | Willem Meint Abraham Pijbes                  |                    | Tot 10 april 1945.                                                                         |
| 1945 - 1946  | Hendrik Jacob Wytema                         |                    | Waarnemend                                                                                 |
| 1946 - 1952  | Frederik Jan van der Worp                    | PvdA               | Per 1 september 1951 met verlof en op 27 januari 1952 ontslagen vanwege onregelmatigheden. |
| 1951 - 1952  | Jetze Tjalma                                 | ARP                | waarnemend. Tevens burgemeester van Hoogeveen.                                             |
| 1952 - 1963  | Gerard Londo                                 | PvdA               |                                                                                            |
| 1964 - 1981  | Louis Teunis Lieve                           | PvdA               |                                                                                            |
| 1981 - 1989  | Pouwel Kuiper                                | PvdA               |                                                                                            |
| 1989 - 1996  | Aaltje Emmens-Knol                           | PvdA               |                                                                                            |
| 1996 - 1997  | Herman Vos                                   | PvdA               | waarnemend                                                                                 |